# Béatrice Fieschi
Béatrice ou Béatrix Fieschi (soit de Fiesque), morte en juillet 1283, est une noble de la famille Fieschi, épouse de Thomas II de Piémont.

## Biographie

### Origines
Béatrice Fieschi est l'héritière de la famille Fieschi, originaire de Gênes. Elle est la fille de Théodore III Fieschi (Tedisio Fieschi), comte de Lavagna et Simona Camilla. Sa date de naissance est inconnue, toutefois l'année 1225 est donnée comme point de repère.

### Alliance avec la maison de Savoie
Nièce du pape Innocent IV, celui-ci souhaite sceller une alliance avec la maison de Savoie en la mariant à l'un de ces princes,. Le futur époux est Thomas, apanagé en Piémont depuis 1235, veuf, fils du comte Thomas Ier de Savoie. Thomas, tout comme son frère, le comte Amédée IV, avaient été excommuniés en raison de leur politique gibeline, favorable à l'empereur Frédéric II,,. Le pape absout donc Thomas en juin 1251. Son frère le sera plus tard, au cours de l'année suivante,. La date du mariage est inconnue, mais le contrat de fiançailles semble avoir été signé avant la fin de l'été 1251.
Le couple a cinq enfants, dont Amédée, futur Amédée V, comte de Savoie, dit « Le grand », mais aussi Louis, premier des barons de Vaud.
Le pape la surnomme dans une lettre « Fleskyna ». Certaines chartes la mentionnent sous la forme dame du Bourget, voire parfois comtesse du Bourget ou de Borghetto.
À la mort de son époux, le 7 février 1259, elle doit gérer la situation laissée par son mari, depuis leur château du Bourget qu'elle a hérité,.

### Mort et sépulture
Béatrice Fieschi meurt « le 7 ou le 8 avant les ides de juillet 1283 » (soit le 8 ou le 9 juillet) et enterrée « le 6 des ides, soit le 10 juillet », probablement au château du Bourget, selon François Mugnier. L'érudit indique cependant en note l'« omission d'un mot dans le nécrologe d'Hautecombe (Chronique latine d'Hautecombe, un recueil biographique) qui place la mort de Béatrix aux ides de juillet, 15, et sa sépulture au 6 avant les ides, 10. Le Bourget étant tout rapproché d'Hautecombe, la sépulture a pu avoir lieu le surlendemain ou le lendemain de la mort ». Toutefois, quelques auteurs donnent pour date de sa mort le 15 juillet,.